# Полярный район
Полярный район — административно-территориальная единица в составе Ленинградской и Мурманской областей РСФСР с центром в селе Александровское, существовавшая в 1927—1960 годах.
Александровский район в составе Мурманского округа Ленинградской области был образован в августе 1927 года из Новозерской и большей части Александровской волостей Мурманской губернии.
Всего было образовано 10 с/с: Александровский, Белокаменский, Грязногубский, Западнолицкий, Мотовский, Озерковский, Титовский, Тюва-Губский, Ура-Губский, Цып-Наволокский.
Белокаменский, Грязногубский, Западно-Лицкий, Озерковский, Торос-Островский, Тюва-Губский, Ура-Губский с/с имели статус финских национальных, а Цып-Наволокский — норвежского национального.
11 марта 1931 года Александровский район был переименован в Полярный район, село Александровское — в село Полярное, а Александровский с/с — в Полярный с/с. При этом район получил статус финского национального.
В 1935 году из Кольского района в Полярный был передан Минкинский с/с. Одновременно центр Полярного района был формально перенесён в село Сайда-Губа, хотя фактически центром района стал Мурманск. В том же году были упразднены Тюва-Губский и Мотовский с/с, а Полярный с/с был разделён на Сайда-Губский и Торос-Островский с/с.
28 мая 1938 года Полярный район вошёл в состав вновь образованной Мурманской области.
11 сентября 1938 года центр района был перенесён в село Ура-Губа. В 1940 году по итогам Советско-финской войны к Полярному району была присоединена западная часть полуостровов Рыбачий и Средний, переданная из Финляндии. В июле 1941 года центр района был перенесён в село Белокаменка, а в 1948 году — в город Полярный.
9 июля 1960 года Полярный район был упразднён, а его территория разделена между Кольским, Печенгским и Териберским районами